# Ousas
Ousas (aussi prononcé Ousana(s)) (vers 500) est un Roi Aksoum.